# Mirosław Kołakowski
Mirosław Kołakowski (ur. 13 lipca 1959, zm. 12 grudnia 2008 w Morągu) – polski polityk, przedsiębiorca, menedżer i prawnik, w 1998 wicewojewoda łódzki.

## Życiorys
Syn Edmunda i Jadwigi. Pochodził z Morąga. Ukończył studia na Wydziale Prawa i Administracji Uniwersytetu Łódzkiego, specjalizował się w prawie europejskim. W okresie PRL działał w niezależnych organizacjach studenckich i opozycji demokratycznej. Jako przewodniczący Rady Osiedla UŁ był także organizatorem festiwalu studenckiego Łódźstock. W 1989 zajął się prowadzeniem kampanii wyborczej do parlamentu kandydatów NSZZ „Solidarność”. Został prezesem Fundacji Rozwoju Przedsiębiorczości Lokalnej, organizował także m.in. pokazy mody łódzkich projektantów i programy ściągające zagranicznych inwestorów do Łodzi. Działał jako przedsiębiorca w branży nieruchomości, prowadził też firmę doradczą. Zasiadał w radach nadzorczych Radia Łódź i Widzewa Łódź, kierował też radą Międzynarodowych Targów Łódzkich.
Zaangażował się w działalność polityczną w ramach Unii Wolności. We wrześniu 1998 został wicewojewodą „małego” województwa łódzkiego (wskutek konfliktu AWS–UW nominowano go jako 49. wicewojewodę w kraju po wcześniejszym odrzuceniu czterech innych kandydatur). Pełnił funkcję do końca roku, następnie przez kilka miesięcy pozostawał pełnomocnikiem wojewody łódzkiego ds. majątku stałego. Funkcję tę utracił po ostatecznym wykluczeniu z partii. Później zaangażował się w działalność Platformy Obywatelskiej, m.in. jako szef okręgowej komisji wyborczej.